# Webmin

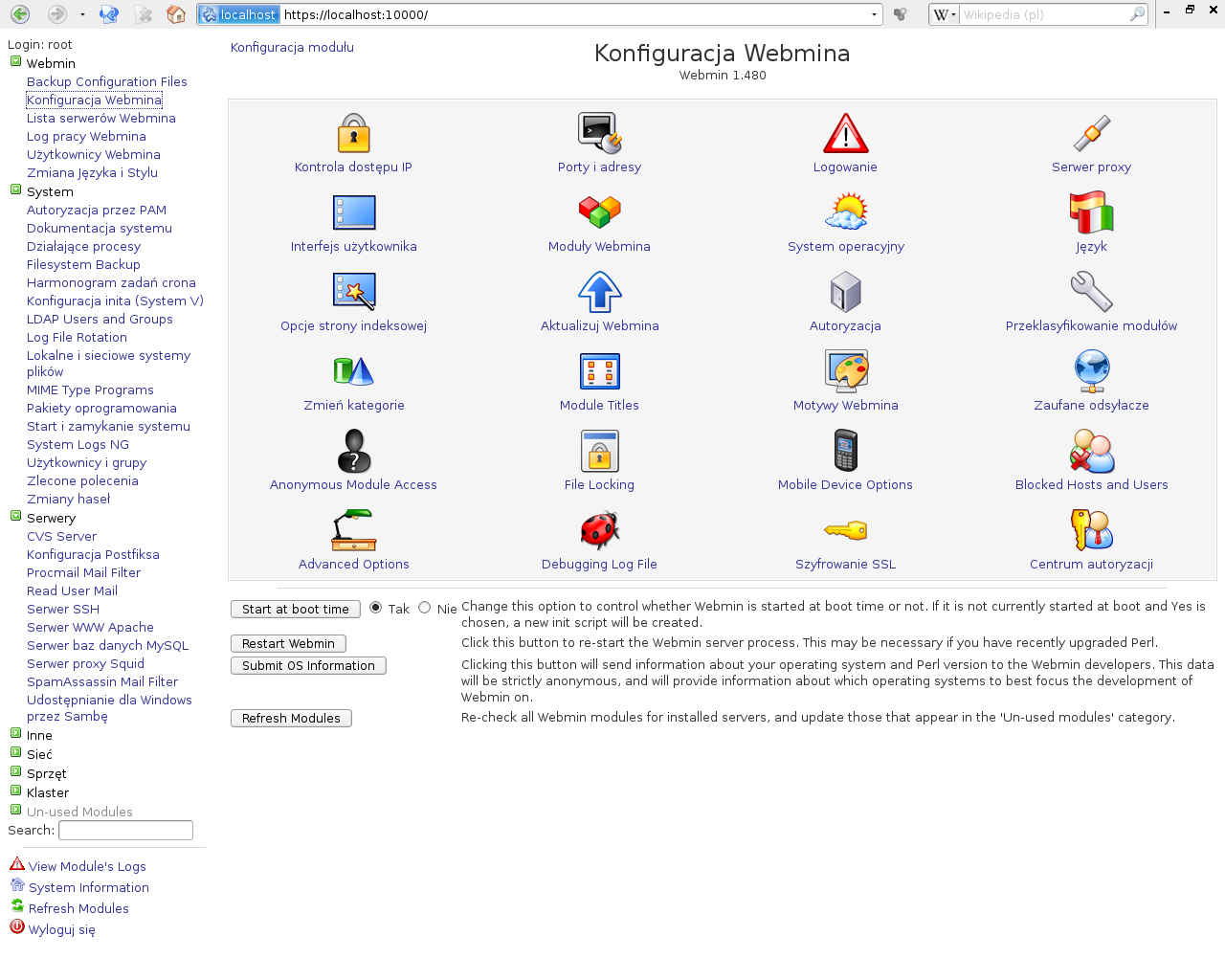

Webmin – linuksowy i uniksowy program komputerowy napisany w Perlu i uruchamiany na serwerze. Pozwala na zdalną konfigurację za pomocą przeglądarki np. Opery lub Firefoksa. Posiada moduły do konfiguracji serwerów: WWW – Apache, DNS – Bind i poczty oraz współdzielenie plików i drukarek przy użyciu Samby itp.

## Przykład wywołania
```
https://localhost:10000
```

- https – połączenie szyfrowane
- localhost – lokalnie
- 10000 – domyślny port Webmina

## Debian
Aktualnie zarzucono jego rozwijanie w niektórych dystrybucjach np. opartych na Debianie z braku chętnych do opieki, utrudniając aktualizację serwerów z Sarge do Etch z braku alternatywnego programu.
W oficjalnych repozytoriach dostępna jest wersja 1.180 z dystrybucji Sarge (poprzedniej stabilnej).
Można jej używać z nowszymi wersjami Debiana z pewnymi ograniczeniami albo pobrać najnowszy pakiet ze strony projektu:
```
wget -c 
http://prdownloads.sourceforge.net/webadmin/webmin_1.710_all.deb
```

zainstalować np.:
```
dpkg --install webmin_1.710_all.deb
```

uzupełnić zależności:
```
apt-get install -f
```

Uwaga: ignorujemy niespełnione zależności po drugim poleceniu.

## Swat
Jego odpowiednikiem dla samej Samby jest SWAT (Samba Web Administration Tool).